# 광나루한강공원
광나루한강공원(廣나루漢江公園, Gwangnaru Hangang Park)은 대한민국 서울특별시에 있는 공원 및 스포츠 시설이다. 강동대교에서 잠실철교 사이에 있다. 한강 상류로부터 유입된 토사가 퇴적되어 자연스럽게 형성된 모래톱과 대규모 갈대군락지로 자연 그대로인 한강의 모습을 가장 잘 유지하고 있는 곳이다. 서울특별시의 유일한 상수원보호구역으로 뱃놀이와 각종 수상레저활동이 금지되어 있어 물이 맑고 깨끗하며, 북쪽 아차산 수목의 푸르름과 2km에 이르는 한강둔치의 갈대밭이 잘 조화되어 경관이 매우 아름답다. 또한 철새들의 서식지이기도 하다. 그리고 근처에 많은 문화유적지가 있어 자연과 문화가 잘 조화를 이루는 곳이다. 주경기장 시설은 토사 필드가 갖춰진 경기장이며, 1986년 9월에 준공되었다.

## 참고 문헌
- “광나루한강공원”. 서울특별시미래한강본부.
- 《2023 전국 공공체육시설 현황 (2022년 12월말 기준)》. 대한민국 문화체육관광부. 2024.

## 같이 보기
- 한강공원